# Josep Pinya Bonnín
Josep Pinya Bonnín (Palma, 25 de desembre de 1935), més conegut com a Pep Pinya, és propietari de la galeria Pelaires inaugurada a Palma l'any 1969. Forma part del comitè de la Fira Art Colònia. Medalla d'Or del Consell de Mallorca l'any 2005. El 2007 segons el BOIB (16.06.2007) va fer donació de vuit obres de l'artista estatunidenc Ritch Miller al Parlament de les Illes Balears.
Va ser el president de l'associació de galeristes Art Palma Contemporani des de 2004 fins 2013. El 2015 rep el Premi Ramon Llull del Govern de les Illes Balears.